# Folytassa, Dick!
Folytassa, Dick!, eredeti címe Carry on Dick, 1974-ben színes bemutatott brit (angol) filmvígjáték, az útonálló  Dick Turpinről szóló történetek és legendák paródiája, a Gerald Thomas által rendezett Folytassa… filmsorozat 26. darabja. Főszereplői a sorozat rendszeres sztárjai, Kenneth Williams, Kenneth Connor, Hattie Jacques, Joan Sims, Bernard Bresslaw, Peter Butterworth és Jack Douglas. Először szerepelt Sam Kelly.
Az 1974 júliusában bemutatott film a sorozat nagy korszakának végét jelezte. Utoljára jelentek meg a sorozat olyan oszlopai, mint Sidney James, Hattie Jacques, Barbara Windsor, Margaret Nolan és Bill Maynard, ők ezután már csak a Carry On Laughing összeállításokban vállaltak részt. Ez volt Talbot Rothwell huszadik, egyben utolsó Folytassa-forgatókönyve.

## Cselekmény
A történet 1750-ben játszódik Angliában. Az országot bűnözési hullám árasztja el, garázdák, rablók és útonállók fosztogatják a városi lakosságot és az utazókat. II. György király parancsára Sir Roger Daley (Bernard Bresslaw) új hivatásos állami rendőri egységet szervez, a Bow Street Runners-t, „őfelsége vadászkutyáit”. Parancsnokuk Fancey kapitány (Kenneth Williams). A csapat tagjai kint a terepen üldözik a bűnözőket, és hamarosan rendet teremtenek Anglia az utcáin és közútjain, Csak a legveszedelmesebb útonálló, Dick Turpin (Sidney James), akinek ragadványneve „Big Dick” azaz „Nagy Fütykös” csúszik ki újra és újra a kezük közül. Az elszemtelenedett Turpin magát Sir Rogert és feleségét (Margaret Nolan) is levetkőzteti és kirabolja az országúton. A dühöngő Sir Roger parancsba adja Fancey kapitánynak, hogy Turpint mindenáron el kell fogni és a törvény kezére kell adni.
Turpin és két cinkosa, Harriet (Barbara Windsor) és Tom (Peter Butterworth) egy erdei úton álarcban megállítanak egy hintót, amelyen Madame Désirée (Joan Sims) és viháncoló „paradicsommadárkái” utaznak. Turpin és emberei éppen a pénzt és ékszereket gyűjtik be, amikor Fancey kapitány legjobb ügynöke, Jock Strapp őrmester (Jack Douglas) rajtuk üt embereivel. Le akarják tartóztatni, de Turpin (még mindig álarcban) kijátssza őket, kiugrik a rendőrökkel elrobogó hintóból, cinkosaival és Madame Désirée „paradicsommadárkáival” együtt eltűnik az erdőben.
Fancey kapitány és Strapp őrmester megállapítják, hogy Turpin rablásai egy Upper Dencher nevű falu körül történnek. Úgy sejtik, itt lehet a rablók búvóhelye. A faluba érve a falu plébánosához, Flasher tiszteleteshez fordulnak. Felfedik kilétüket, megosztják vele titkos nyomozásuk célját: a „Nagy Fütykös” elfogását. Flasher megígéri, hogy segíti a rendőrséget. Nem tudják azonban, hogy a „tiszteletes” maga Turpin, papi álruhában. A szobalánya pedig, a bögyös Harriet a babája és cinkosa.
A két londoni rendőr álnéven megszáll az Öreg Kakas (Old Cock) fogadóban, amely a bűnözők és csavargók kedvelt találkozóhelye. Madame Désirée és „paradicsommadárkái” itt adnak pajzán éjszakai revüműsort. A rendőrök körözött rablóknak adják ki magukat. Fancey megrója Strappot illemtudó viselkedéséért: „Ha azt akarja, hogy bűnözőnek nézzék, viselkedjék is úgy!” A „Nagy Fütykössel” szeretnének megismerkedni, de a kocsmárostól megtudják, hogy Dick Turpint senki sem ismeri, talán csak Maggie, a lecsúszott, öreg javasasszony, aki egyszer kezelte Turpint, amikor sörétet kapott az ülepébe. Az iszákos Maggie-tól (Marianne Stone) a két rendőr megtudja, hogy Turpin hímtagján születése óta feltűnő anyajegy látható. Strapp őrmester a kocsma nyilvános illemhelyére megy, hogy megfigyelje a vizelő férfiak fütykösét.
Flasher tiszteletes (azaz Turpin) is bejön a kocsmába. Fancey kapitánytól megtudja, hogy már keresik az anyajegyes „Nagy Fütyköst”. Turpin úgy dönt, megszabadul a rendőröktől. Felkeresi Madame Désirée-t. Elárulja neki, hogy Turpin, a rabló, aki kifosztotta őket az erdei úton, valószínűleg itt van a kocsmában, és meg kellene bizonyosodni személyazonosságáról. Madame Désirée a szobájába csalja Fancey kapitányt, felhevült leánykáinak segítségével levetkőzteti, de nem találják a keresett anyajegyet. Fancey kapitány egy szál gatyában menekül, Strapp őrmestert is megverik és kidobják, mert kukkolta a férfiakat a WC-ben.
Másnap Fancey és Strapp galambpostával jelentést küld Sir Rogernek, hogy anyajegyéről azonosítani tudják Dick Turpint. Harriet álruhában, álarcban üzenetet hoz nekik, hogy ha találkozni akarnak Turpinnel, legyenek éjfélkor a villámsújtotta tölgynél. Tom, a másik bűntárs szól a helybéli csendbiztosnak, hogy Dick Turpin és cinkosa éjfélkor a villámsújtotta tölgynél lesz. Éjfélkor a helyi rendőrök Turpin helyett Fanceyt és Strappot fogják el. Hiába bizonygatják, hogy ők londoni rendőrök, a helyi fogdába zárják őket. Turpin, Harriet és Tom a bokrok mögött a markukba röhögnek. A Turpin elfogásának hírére a helyszínre siető Sir Rogert az igazi Turpin és bandája ismét levetkőzteti és kifosztja.
Miss Hoggett, Flasher tiszteletes ájtatos házvezetőnője, aki titokban szerelmes és szeretne papné lenni, aggódik a tiszteletes úr egészségéért, mert az keveset alszik, fárasztó éjszakai utakról hajnalban tér vissza, úgymond a földesúrtól, Trelawney úrtól templomi adományokat gyűjt és egy nagybeteg asszony, Mrs Giles (Patsy Rowlands) lelki gondozásán fáradozik. Miss Hoggett felfedezi, hogy a bögyös Harrietnél nagyon sok pénz van. Erkölcstelenséggel gyanúsítja és a tiszteleteshez küldi ördögűzésre. Ő azonban gyóntatás címén négyszemközt hancúrozik Harriettel, majd széles mosollyal távozik tőle. A szentéletű Miss Hoggett-et féltékenység gyötri, szerelmével üldözi a tiszteletest, aki igyekszik kitérni előle.
A templom javára rendezett jótékony kirakodóvásáron (ahol a Turpin által összerabolt holmit árusítják ki), gyanús jelek mutatkoznak. Trelawney úr, akit a templom legnagyobb jótevőjének és támogatójának tartanak, csodálkozik, hogy ilyen jó minőségű és drága holmikat ő maga sem engedhetne meg magának, és idén nem adott adományt, és nem is kért tőle senki. Mrs Giles (Patsy Rowlands) sem tud arról, hogy valaha is beteg lett volna. Közben megérkezik a kifosztott Sir Roger, aki a fogdában Turpin helyén saját embereit találja. Az igazi Turpin Harrietet küldi, hogy kémlelje ki a rendőrök szándékát. Fancey felismeri, hogy ő hívta őket a villámsújtotta tölgyfához. Harrietet elfogják, Turpinnek hiszik és keresik az anyajegyét, de természetesen hiába. Lady Daley azonban meglátja rajta saját ellopott karkötőjét. Sir Roger lecsukatja Harrietet, mint Turpin cinkosát. Csapdát állít, hogy elfogja az őt kiszabadítani akaró Turpint. Éjszaka Turpin és Tom női ruhában bejutnak a rendőrségre, kiszabadítják Harrietet, helyére Fancyt és Strappot zárják, Harrietet a kapitány ruhájában hozzák ki. A dühöngő Sir Roger megint saját embereit találja a cellában. Fancey a földesúrtól kap másik ruhát, amit a templomi jótékony vásáron vett olcsón. Sir Roger felismeri saját elrabolt kabátját. Gyors tárgyalás: Fancey csak a tiszteletesnek árulta el a csapda tervét, a tiszteletes tehát maga Turpin. A rendőrök körülveszik a templomot, ahol a „tiszteletes” éppen misét celebrál.
Sir Roger tiszteletben tartja a templomot, a mise alatt nem mennek be, csak a kijáratokat állják el. Turpin „tiszteletes” hosszú szentbeszédet tart a ma várható végítéletről és felszólítja híveit, duplán adakozzanak, hogy bűneik megbocsáttassanak. A rendőrök a kifelé özönlő hívektől nem tudnak bejutni, közben Turpin, Harriet és Tom az összeszedett pénzes zacskókkal meglépnek Sir Roger hintóján Skócia felé, ahol helybéli útonálló szaktársaik örömmel fogadják őket.

## Szereposztás
| Szerep                            | Színész             | Magyar hangja (1. szinkron) | Magyar hangja (2. szinkron) |
| --------------------------------- | ------------------- | --------------------------- | --------------------------- |
| Dick Turpin / Flasher tiszteletes | Sidney James        | Szabó Ottó                  | Beregi Péter                |
| Harriet                           | Barbara Windsor     | Detre Annamária             | Pálos Zsuzsa                |
| Desmond Fancey kapitány           | Kenneth Williams    | Varga T. József             | Harsányi Gábor              |
| Martha Hoggett                    | Hattie Jacques      | Béres Ilona                 | Molnár Piroska              |
| Sir Roger Daley                   | Bernard Bresslaw    | Papp János                  | Vass Gábor                  |
| Madame Désirée                    | Joan Sims           | Farkas Zsuzsa               | Simon Eszter                |
| Csapatparancsnok                  | Kenneth Connor      | Láng József                 | Izsóf Vilmos                |
| Tom                               | Peter Butterworth   | Orosz István                | Besenczi Árpád              |
| Jock Strapp őrmester              | Jack Douglas        | Végvári Tamás               | Forgács Gábor               |
| Mrs. Giles                        | Patsy Rowlands      | N/A                         | N/A                         |
| Bodkin                            | Bill Maynard        | N/A                         | N/A                         |
| Lady Daley                        | Margaret Nolan      | N/A                         | N/A                         |
| Isaac, a szabó                    | John Clive          | N/A                         | N/A                         |
| Bullock                           | David Lodge         | N/A                         | N/A                         |
| Maggie, javasasszony              | Marianne Stone      | N/A                         | Várnagy Kati                |
| Trelawney, földesúr               | Michael Nightingale | Kárpáti Tibor               | N/A                         |
| Skót útonálló                     | Brian Coburn        | Rosta Sándor                | N/A                         |
| Fogadós                           | N/A                 | Gruber Hugó                 | Faragó András               |
| Sir Roger kocsisa                 | Sam Kelly           | N/A                         | N/A                         |

- További magyar szinkronhangok: Csuha Lajos, Pálfai Péter, Sz. Nagy Ildikó

## A történet valós elemei
Richard „Dick” Turpin (1705–1739) angol útonálló, rabló, marhatolvaj és többszörös gyilkos volt. Eredeti szakmája hentesmester volt, szakismeretét gyilkosságainál könyörtelenül alkalmazta is. Főleg Essex megyében, az eppingi erdőségben (Epping Forest) működött, Londontól északra. Többször kicsúszott az őt üldöző hatóság kezéből. 1739-ben Yorkban néhány bűntársával együtt elfogták és felakasztották. A 18. és 19. század romantikus írói legendákat faragtak róla, megalkották Robin Hood-szerű magányos antihős figuráját. Richard Bayes már Turpin halálának évében 1739-ben kiadta „The Genuine History of the Life of Richard Turpin” c. írását, mely a fantázia és valós történések sietve összeütött keveréke. Turpin elképzelt alakjának egyik legnagyobb hatású irodalmi népszerűsítője a viktoriánus korban élt William Harrison Ainsworth író (1805–1882) volt, aki Turpin halála után csaknem egy évszázaddal írta meg romantikus műveit. Ő teremtette Turpin híres lovának, Black Bess-nek legendáját is, aki Turpinnal a hátán egyetlen éjszaka alatt 200 mérföldet, azaz 320 km-t vágtatott volna Londonból Yorkba.
London város első hivatásos rendőri egységét 1749-ben szervezte meg Henry Fielding író (1707–1754), a városi magisztrátus tagja, először csak hat emberből. A köznyelv „Bow Street Runners”-nek hívta őket, mert kezdetben Fielding tanácsos Bow Street-i irodájában volt a támaszpontjuk. Szisztematikusan dolgoztak, a feljelentéseket ellenőrizték, adatokat gyűjtöttek, nyomozást végeztek, írásos letartóztatási parancsokat bocsátottak ki, nyilvántartást fektettek fel. Henry Fielding halála után a szervezetet öccse, Sir John Fielding (1721–1780) fejlesztette tovább. A csapat létszáma gyorsan bővült. 1839-ben oszlatták fel őket, a személyi állományt a megalakuló Londoni Városi Rendőrség (Metropolitan Police Service, a köznyelvben „Scotland Yard”) vette át.